# Teleautografo

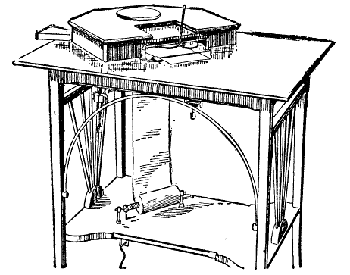
Un prototipo di teleautografo (telautograph)

Il teleautografo, un precursore analogico dei moderni fax, trasmette disegni o firme trasformandoli in impulsi elettrici tramite potenziometri ad una stazione ricevente in cui dei servomeccanismi collegati a una penna riproducono il disegno o la firma. Fu il primo dispositivo a trasmettere disegni e a riprodurli su un foglio di carta. In Europa invenzioni precedenti usavano cilindri rotanti per fare una simile trasmissione.
L'invenzione del teleautografo è attribuita a Elisha Gray, che depositò il brevetto il 31 luglio 1888. In tale brevetto si dichiarava che “si trasmetteva la propria firma autografa a un punto distante sopra un circuito a due cavi”. Come nella prima macchina faxsimile la sua penna era controllata da una barra verticale e un orizzontale. Il teleautografo fu esposto per la prima volta nel 1893 alla Fiera Colombiana di Chicago tenuta a Chicago. Luigi Cerebotani costruì un apparecchio simile brevettandolo nel 1900. Nel 1913 trasmise scritti e disegni tra Berlino e Monaco di Baviera.

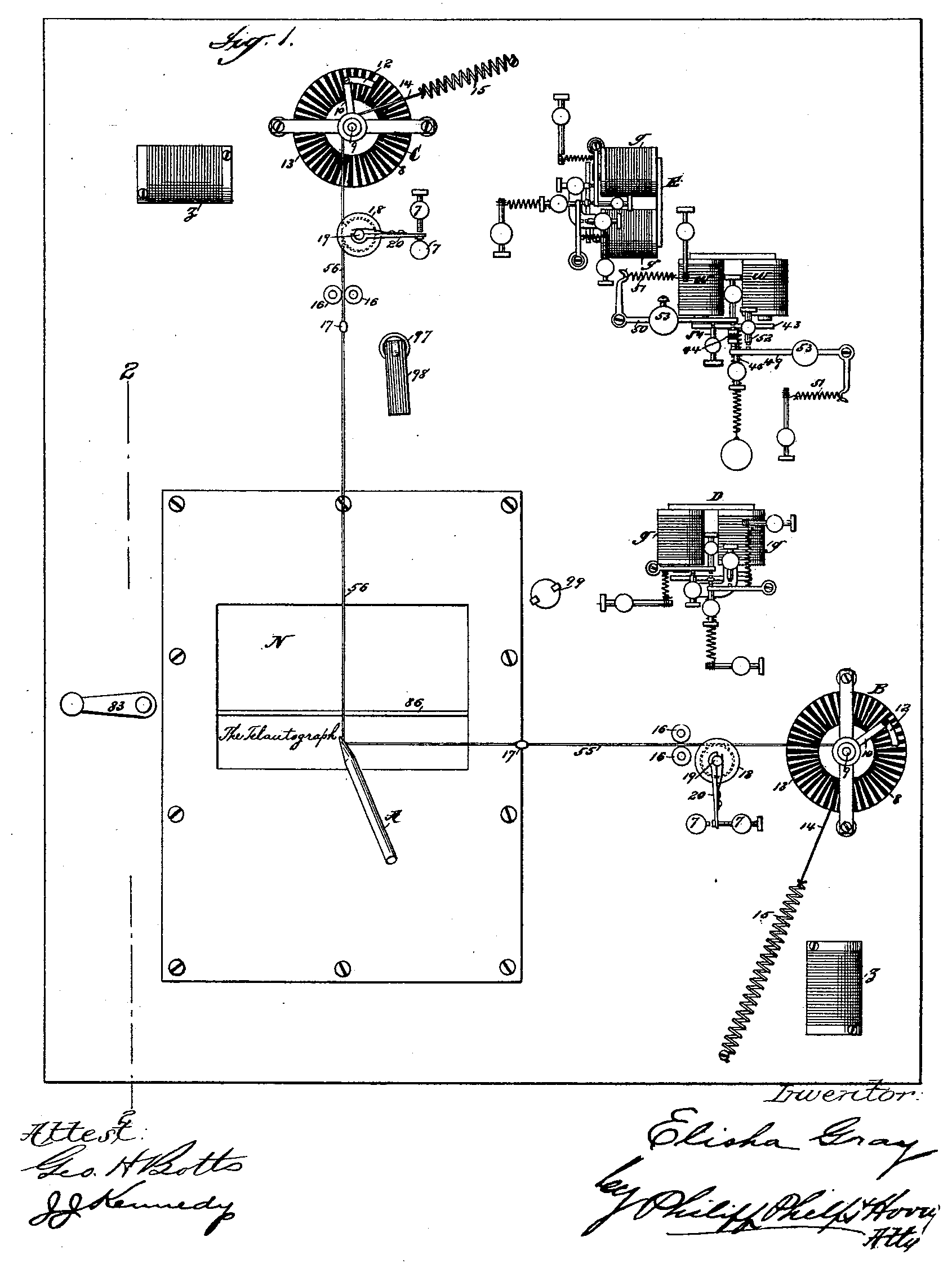
Telautograph patent schema

Nel 1888 intervistato in The Manufacturer & Builder (Vol. 24: No. 4: pages 85–86) Gray fece questa affermazione:
Attraverso la mia invenzione si può sedere nel proprio ufficio di Chicago, prendere una matita in mano, scrivermi un messaggio, e mentre la propria matita si muove, una matita nel mio laboratorio si muove simultanememte e forma le stesse lettere e parole nello stesso modo. Cosa uno scrive in Chicago è istantaneamente riprodotto qui in fac-simile. Uno può scrivere in qualsiasi linguaggio, usare un codice o cifre, indifferentemente e un fac-simile è riprodotto qui. Se uno vuole fare un disegno è lo stesso, il disegno è riprodotto qui. Il disegnatore del vostro giornale può, con questa macchina, telegrafare il suo disegno di un incidente ferroviario o altri disastri proprio come un giornalista telegrafa la sua descrizione in parole.

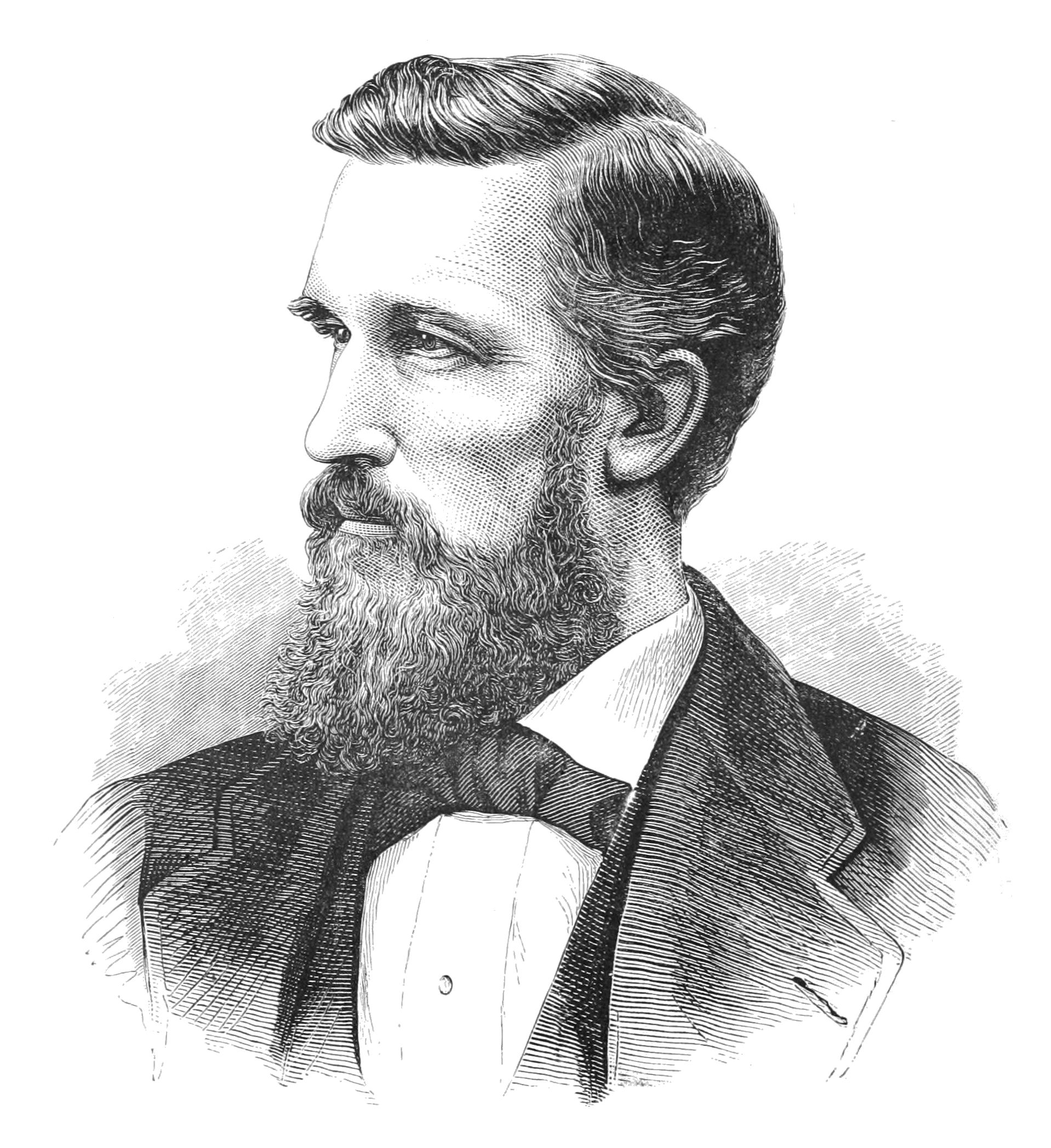
L'inventore Elisha Gray.

Alla fine del XIX secolo, il teleautografo fu modificato da Foster Ritchie che lo chiamo Telewriter. La macchina di Ritchie poteva operare usando una linea telefonica e contemporaneamente parlare. Il teleautografo divenne molto popolare per la trasmissione di firme a lunga distanza, banche e grandi ospedali lo utilizzarono per garantire che le informazioni fossero trasmesse velocemente ed accuratamente. In un chiosco nella Grand Central Terminal di New York, almeno sino agli anni 60, un Teleautografo riceveva su un foglio di carta verticale le informazioni sui treni.
Un esempio di Teleautografo può essere visto nel film La Terra contro i dischi volanti del 1956, come meccanismo traduttore. Un teleautografo fu usato nel 1911 per avvertire i lavoratori al 10º piano dell'Incendio della fabbrica Triangle che era scoppiato due piani sotto.
La Teleautograph Corporation cambiò nome parecchie volte. Nel 1971 fu acquisita dalla Arden/Mayfair. Nel 1993 le Danka Industries acquisirono la compagnia cambiando il nome in Danka/Omnifax. Nel 1999 la Xerox acquisì a sua volta la compagnia e la chiamò Omnifax division fino a che non fu assorbita completamente.